# Шеде, Макс
Макс Ше́де (нем. Max Schede; 7 января 1844, Арнсберг — 31 декабря 1902, Бонн) — германский врач-хирург, преподаватель и медицинский писатель, издатель, профессор медицины в Гамбурге и Бонне. Считается одним из пионеров в германских исследованиях антисептики.

## Биография
Родился в семье уважаемого адвоката. С 1862 года изучал медицину в университетах Галле, Гейдельберга и Цюриха. В 1866 году получил степень доктора медицины и в том же году в качестве военного хирурга был призван на фронт в связи с началом Австро-прусской войны. После демобилизации вернулся в Галле и стал помощником Рихарда фон Фолькмана, считавшегося одним из основателей современной хирургии в Германии. Во время Франко-прусской войны 1870—1871 годов возглавлял полевой госпиталь. В 1872 году защитил габилитационную диссертацию и с этого же времени до 1875 года был доцентом хирургии в Галле, а в 1875—1880 годах возглавлял хирургическое отделение берлинской городской больницы во Фридрихсхайне. В 1880 году получил должность главного врача хирургического отделения городской больницы св. Георга в Гамбурге. В этом городе его усилиями была создана университетская больница Эппендорф, при которой он в 1888 году возглавил хирургическое отделение. В 1895 году занял кафедру хирургии в Боннском университете.
Главные труды: «Weitere Beiträge zur Behandlung von Gelenkkrankheiten mit Gewichten» (в «Langenbeck’s Archiv», XII, 1871); «Ueber die tiefen Atherome des Halses» (ib., XIV, 1872); «Ueber Hand- und Fingerverletzungen» (в «R. Volkmann’s Samml. klin. Vorträge», 1871); «Symbolae ad helcologiam» (Галле, 1872); «Ueber die forcirte Taxis bei Brucheinklemmungen» («Centralbl. für Chir.», 1874); «Ueber Gelenkdrainage» (в «Verhandl. der Deutschen Geselsch. für Chir.», 1874); «Mittheilungen aus der chir. Abtheilung des Berliner städt. Krankenhauses im Friedrichsham» (Лейпциг,1878); «Die operative Behandlung der Harnleiterscheidenfisteln» («Centralbl. für Gynäkol.», 1881); «Zur Frage von der Jodoformvergiftung» («Centralbl. für Chir.», 1882); «Allgemeines über Amputationen, Exarticulationen und künstliche Glieder» (в «v. Pitha und Billroth’s Handb. der allgem. und spec. Chir.», 1882, том II). Кроме того, он вместе с Лессером и Тилльманом основал в 1874 году журнал «Centralblatt für Chirurgie» и редактировал его до 1880 года.